# Victoriakedjan
Victoriakedjan, formellt Kungliga Victoriakedjan (engelska: Royal Victorian Chain), är en brittisk kunglig utmärkelse, instiftad av kung Edvard VII och utdelades första gången i samband med dennes kröning, 9 augusti 1902. Den instiftandes till minnet av kung Edvard VII:s mor, drottning Victoria av Storbritannien.
Victoriakedjan har enbart en grad. Den brittiska monarken beslutar själv om tilldelning. Victoriakedjan betraktas ibland som sammanhörande med Victoriaorden på grund av namnet och färger på ordensband och släpspänne.

## Kedjan
Kedjan är i guld och utsmyckad med Tudorros (symboliserande England och Wales), tistel (symboliserande Skottland), shamrock (symboliserande Irland) samt lotusblomma (symboliserande Indien) och med en sluten krona krönt monogram för kung Edvard VII, ERI (latin: Edwardus Rex Imperator; Edvard Kung Kejsare). Kedjan bärs runt halsen i uniform eller högtidsdräkt. Kvinnor bär den vanligen som ett band på bröstet, men prinsessan Margaret valde att istället bära kedjan som män.
Själva tecknet är ett vitemaljerat ovalt malteserkors med drottning Victorias monogram i guld på röd bakgrund med blå ram: VRI (latin: Victoria Regina Imperatrix; Victoria Drottning Kejsarinna). Både kronan och monogramet är utsmyckad med diamanter.

## Innehavare
Victoriakedjan har traditionellt utdelats till utländska kungligheter, främst regerande monarker på inkommande statsbesök (dessa ges vanligen även Strumpebandsorden; monarker som inte tilldelas Strumpebandsorden liksom republikanska statschefer ges vanligen Bathorden eller Sankt Mikaels och Sankt Georgsorden). Ärkebiskopar av Canterbury och höga hovfunktionärer har av tradition hört till det fåtal britter utanför kungahuset som tilldelats Victoriakedjan.

### Levande
- Drottning Margrethe II (1974)[5]
- Kung Carl XVI Gustaf (1975)[5]
- Drottning Beatrix (1982)[5]
- President António Ramalho Eanes (1985)
- Kung Juan Carlos I (1986)[5]
- Kung Harald V (1994)[5]
- George Carey (2002)[6]
- Rowan Williams (2012)[7]
- William Peel, 3:e earl Peel (2021)[8]

### Avlidna (urval)
- Prins Georg, prins av Wales (sedermera kung Georg V) (1902)
- Prins Arthur, hertig av Connaught och Strathearn (1902)
- Kronprins Fredrik (sedermera kung Fredrik VIII) (1902)
- Prins Carl (sedermera kung Håkon VII av Norge) (1902)
- Kronprins Konstantin (sedermera kung Konstantin I) (1902)
- Prins Henrik (1902, åter 1915)
- John Campbell, 9:e hertig av Argyll (1902)
- Prins Fredrik Kristian av Augustenburg (1902)
- Alexander Duff, 1:e hertig av Fife (1902)
- Kejsar Vilhelm II (1902, åter 1915)
- Kung Karl I (1902)
- Frederick Temple (1902)
- George Curzon, 1:e markis Curzon av Kedleston (1903)
- Storhertig Ernst Ludvig (1902)
- Kung Viktor Emanuel III (1903, åter 1941)
- Tsar Nikolaj II (1904)[9]
- Kejsar Frans Josef I (1904, åter 1915)[9]
- Kung Kristian IX (1904)
- Kronprins Wilhelm (1904, åter 1915)
- Kung Alfons XIII (1905)[10]
- Khediv Abbas II (1905)[11]
- Kung Georg I (1905)[12]
- Henry Petty-Fitzmaurice, 5:e markis av Lansdowne (1905)[13]
- Prins Arthur av Connaught (1906)[14]
- Kung Gustaf V (1908)[15]
- President Armand Fallières (1908)[16]
- Randall Davidson (1911)
- Henry Fitzalan-Howard, 15:e hertig av Norfolk (1911)
- Robert Crewe-Milnes, 1:e markis av Crewe (1912)
- Charles Hardinge, 1:e baron Hardinge av Penshurst (1912)
- Archibald Primrose, 5:e earl av Rosebery (1917)
- Prins Edvard, prins av Wales (sedermera kung Edvard VIII) (1921)
- Cosmo Gordon Lang (1923)[17]
- Kronprins Gustaf Adolf (sedermera kung Gustaf VI Adolf) (1923)
- Prins Albert, hertig av York (sedermera kung Georg VI) (1927)
- Amanullah Khan (1928)
- Nobuhito, prins Takamatsu (1930, åter 1942)
- Kejsar Haile Selassie (1930)[5]
- Prins Henry, hertig av Gloucester (1932)[18]
- William Cavendish-Bentinck, 6:e hertig av Portland (1932)[19]
- Prinsregent Paul (1934)
- Edward Stanley, 17:e earl av Derby (1935)[20]
- Prins Umberto (sedermera kung Umberto II) (1935)
- Alexander Cambridge, 1:e earl av Athlone (1935)
- Prins Georg, hertig av Kent (1936)
- Yasuhito, prins Chichibu (1937)
- Drottning Elizabeth (1937)[21]
- Drottning Mary (1937)[21]
- Kung Leopold III (1937)
- James Hamilton, 3:e hertig av Abercorn (1945)[22]
- Nizam Asaf Jah VII (1946)[23]
- Mohammad Reza Pahlavi (1948)
- Drottning Juliana (1950)[5]
- George Villiers, 6:e earl av Clarendon (1952)[24]
- Bernard Fitzalan-Howard, 16:e hertig av Norfolk (1953)[25]
- Henry Somerset, 10:e hertig av Beaufort (1953)[25]
- Kronprins Olav (sedermera kung Olav V) (1955)[5]
- Kung Faisal II (1955)
- President Francisco Craveiro Lopes (1957)
- Kung Fredrik IX (1957)
- Kung Bhumibol Adulyadej (1960)
- President Charles de Gaulle (1960)[5]
- Kung Mahendra (1961)
- Kung Hussein (1966)
- President Mohammad Ayub Khan (1966)
- Kung Faisal (1967)
- Zahir Shah (1972)
- Kung Birendra (1975)
- Kung Khalid (1981)
- Kung Fahd (1987)
- Prinsessan Margaret (1990)[26]
- Robert Runcie (1991)[27]
- President François Mitterrand (1992)[5]
- Förbundspresident Richard von Weizsäcker (1992)
- David Ogilvy, 13:e earl av Airlie (1997)[28]
- Miles Fitzalan-Howard, 17:e hertig av Norfolk (2000)[29]
- Prins Philip, hertig av Edinburgh (2007)[30]
- Kung Abdullah (2007)
- Sultan Qabus (2010)